# Bajánsenye
Bajánsenye je vas na Madžarskem, ki upravno spada pod podregijo Őriszentpéteri Železne županije.